# Alcis nigrocinctata
Alcis nigrocinctata är en fjärilsart som beskrevs av Fuchs 1875. Alcis nigrocinctata ingår i släktet Alcis och familjen mätare. Inga underarter finns listade i Catalogue of Life.